# Mathieu Boutsen
Mathieu (Thieu) Boutsen (Dilsen, 31 maart 1946) is een voormalig Belgisch politicus voor Vlaams Belang.

## Levensloop
In 1966 studeerde Boutsen af in de richting Handel aan de Sanderusschool in Hasselt. Hij werkte jarenlang als bediende in de banksector en schopte het tot bankdirecteur van de Kredietbank in Genk en vervolgens in Eisden.
Thieu Boutsen werd politiek actief voor het Vlaams Blok, sinds 2004 Vlaams Belang, en droeg bij tot de lokale uitbouw van de partij in zijn streek. Bij de tweede rechtstreekse Vlaamse verkiezingen van 13 juni 1999 werd hij verkozen in de kieskring Hasselt-Tongeren-Maaseik. Ook na de Vlaamse verkiezingen van 13 juni 2004 bleef hij Vlaams volksvertegenwoordiger tot juni 2009. Als Vlaams Parlementslid zetelde hij in de commissies Algemeen Beleid, Financiën en Begroting en van 1999 tot 2004 in de commissie Economie, Landbouw, Werkgelegenheid en Toerisme en van 2004 tot 2009 in de commissie Economie, Werk en Sociale Economie.
Tevens was hij van 2001 tot 2008 gemeenteraadslid van Maasmechelen. In oktober 2008 nam Boutsen ontslag uit deze functie om naar Maaseik te verhuizen. Bij de gemeenteraadsverkiezingen van oktober 2024 kwam hij daar op als lijstduwer op de plaatselijke Vlaams Belang-lijst, maar hij raakte niet verkozen.